# Beachwood (Nova Jersey)
Beachwood és una població dels Estats Units a l'estat de Nova Jersey. Segons el cens del 2007 tenia 10.789 habitants.

## Demografia
Segons el cens del 2000, Beachwood tenia 10.375 habitants, 3.475 habitatges, i 2.818 famílies. La densitat de població era de 1.451,4 habitants/km².
Dels 3.475 habitatges en un 42% hi vivien nens de menys de 18 anys, en un 65% hi vivien parelles casades, en un 11,4% dones solteres, i en un 18,9% no eren unitats familiars. En el 15% dels habitatges hi vivien persones soles el 5,7% de les quals corresponia a persones de 65 anys o més que vivien soles. El nombre mitjà de persones vivint en cada habitatge era de 2,98 i el nombre mitjà de persones que vivien en cada família era de 3,31.
Per edats la població es repartia de la següent manera: un 28,5% tenia menys de 18 anys, un 7,4% entre 18 i 24, un 32,8% entre 25 i 44, un 22,6% de 45 a 60 i un 8,6% 65 anys o més.
L'edat mediana era de 35 anys. Per cada 100 dones de 18 o més anys hi havia 96,1 homes.
La renda mediana per habitatge era de 59.022 $ i la renda mediana per família de 64.190 $. Els homes tenien una renda mediana de 41.204 $ mentre que les dones 30.189 $. La renda per capita de la població era de 21.247 $. Aproximadament el 2,9% de les famílies i el 4,5% de la població estaven per davall del llindar de pobresa.

## Poblacions més properes
El següent diagrama mostra les poblacions més properes.